# Даугавпільський край
Даугавпі́льський кра́й (латис. Daugavpils novads) — адміністративно-територіальна одиниця Латвійської Республіки. Розташований у південно-східній частині країни, в історичному регіоні Латгалія. Адміністративний центр — Даугавпілс. Створений 2009 року. Площа — 1877,6 км². Населення — 25 127 осіб (2011). До складу краю входять 19 волостей.
Край ліквідовано 1 липня 2021 року, він увійшов до складу нового Аугшдаугавського краю. 